# デイビッド・ウェスト (バスケットボール)
デイビッド・ムーラー・ウェスト（David Moorer West, 1980年8月29日 - ）はアメリカ合衆国・ニュージャージー州ティーネック出身の元バスケットボール選手。NBAのゴールデンステート・ウォリアーズなどで活躍した。ポジションはパワーフォワード。身長206cm、体重108.9kg。

## 経歴

### 学生時代
高校はノースカロライナ州のガーナマグネット高校や、ヴァージニア州のハーグレーブ陸軍士官学校に通い、バスケットではノースカロライナのオールファーストチームに選ばれている。
大学はシンシナティのゼイビア大学に進学。1年目の1999-2000シーズンから先発に抜擢され、以後は主力選手として活躍。在学中4年間での通算成績は16.9得点10.4リバウンドで、4シーズン全てでアトランティック・テン・カンファレンスのリバウンド王に輝き、3シーズンでカンファレンスの年間最優秀選手に選ばれた。通算2000得点1000リバウンド以上は、同校としてはタイロン・ヒルに次ぐ2人目の快挙であり、通算228ブロックは同校最多記録となった。最終学年の2002-03シーズンには20.1得点11.8リバウンドの成績を残し、カレッジバスケ主要個人タイトルであるアドルフ・ラップ・トロフィーとオスカー・ロバートソン・トロフィーをそれぞれ獲得している。ウェストの背番号『30』は同校の永久欠番となった。

### カレッジ・スタッツ
| シーズン | チーム       | GP | GS | MPG  | FG%  | 3P%  | FT%  | RPG  | APG | SPG | BPG | PPG  |
| -------- | ------------ | -- | -- | ---- | ---- | ---- | ---- | ---- | --- | --- | --- | ---- |
| 1999–00  | ゼイビア大学 | 33 | 33 | 29.4 | .532 | .000 | .667 | 9.1  | 1.7 | 1.6 | 1.1 | 11.7 |
| 2000–01  | ゼイビア大学 | 29 | 29 | 33.7 | .551 | .000 | .740 | 10.9 | 2.0 | 1.4 | 2.1 | 17.8 |
| 2001–02  | ゼイビア大学 | 32 | 32 | 34.2 | .536 | .321 | .768 | 9.8  | 1.6 | 1.2 | 2.5 | 18.3 |
| 2002–03  | ゼイビア大学 | 32 | 32 | 36.5 | .513 | .346 | .816 | 11.8 | 3.2 | 1.3 | 1.6 | 20.1 |

### NBA

#### ニューオーリンズ・ホーネッツ
2003年のNBAドラフトで、ニューオーリンズ・ホーネッツから全体18位指名を受けた。1年目である2003-04シーズンは71試合に出場したが、特に目立った活躍はなかった。2年目の2004-05シーズンは故障もあって30試合の出場に留まり、前年の成績を大きく伸ばすことはできなかった。
2005-06シーズンはウェストにとって飛躍のシーズンとなり、前年までの18分という平均出場時間が30分以上に急上昇。アベレージは17.1得点7.4リバウンドを記録し、平均得点と平均リバウンドのカテゴリでチーム二冠に輝いた。MIPの有力候補だったが投票では2位となり、MIPはフェニックス・サンズのボリス・ディアウか受賞した。このシーズンはチームにも成長の後が見られ、ホーネッツはウェストと、新人王を獲得したクリス・ポールら若い選手を中心に、オフには大幅な補強を行い、翌2006-07シーズンでのプレーオフ進出を目指したが、このシーズンは故障者が続出し、ウェスト自身も52試合の出場に留まったため、チームはプレーオフ進出はならなかった。
2007-08シーズンにチームは大躍進を果たし、56勝26敗の好成績を収めた。ウェストは初めてアベレージ20得点を突破する20.6得点8.9リバウンドの成績を記録し、NBAオールスターゲームにも初出場を果たした。翌2008-09シーズンも21.0得点8.5リバウンドをあげ、フリースロー成功率は88.4%の好記録をマークした。
2011年3月25日のユタ・ジャズ戦で、左膝の前十字靭帯を断裂する重傷を負ったが、ロックアウトに突入した6月27日、最終年の契約をオプトアウトし、フリーエージェントとなった。

#### インディアナ・ペイサーズ
ロックアウトが解除された2011年12月11日に、インディアナ・ペイサーズと2年2000万ドルで契約。短縮シーズンの全66試合にフル出場し、左膝の重傷から見事に復活。
2013年1月12日、シャーロット・ボブキャッツ戦で14 得点, 12 リバウンド, 10 アシストの、自身初のトリプルダブルを記録した。
2013年6月10日、ペイサースと3年$3,660万の契約を交わした。

#### サンアントニオ・スパーズ
2015年7月1日、チャンピオン獲得の可能性の高いチームへの入団を求め、ペイサーズとの契約をオプトアウトし、フリーエージェントとなり、7月6日、1年140万ドルのミニマム契約でサンアントニオ・スパーズに入団合意した。スパーズでのデビューは、開幕のオクラホマシティ・サンダー戦で、8得点、2リバウンド、1アシストの成績を残した

#### ゴールデンステート・ウォリアーズ
2016年7月4日、ケビン・デュラントのウォリアーズ加入が発表された後にデュラント本人から勧誘されたことが決め手となり、7月5日にベテラン最低保障契約でウォリアーズと契約。悲願のNBAチャンピオンを目指し、最後のチャンスに懸けることになった。そして1年後の2017年6月12日、念願のNBAチャンピオンに輝いた。オフ期間中は引退を考えていたが、7月1日にウォリアーズと1年間の契約延長に合意。2017-18シーズン限りで引退することを表明し、見事2連覇を達成し現役を締めくくった。

## NBA スタッツ

### レギュラーシーズン
| シーズン | チーム   | GP   | GS  | MPG  | FG%  | 3P%  | FT%  | RPG | APG | SPG | BPG | PPG  |
| -------- | -------- | ---- | --- | ---- | ---- | ---- | ---- | --- | --- | --- | --- | ---- |
| 2003–04  | NOH      | 71   | 1   | 13.1 | .474 | .000 | .713 | 4.2 | .8  | .4  | .4  | 3.8  |
| 2004–05  | NOH      | 30   | 8   | 18.4 | .436 | .400 | .680 | 4.3 | .8  | .4  | .5  | 6.2  |
| 2005–06  | NOH      | 74   | 74  | 34.1 | .512 | .273 | .843 | 7.4 | 1.2 | .8  | .9  | 17.1 |
| 2006–07  | NOH      | 52   | 52  | 36.5 | .476 | .320 | .824 | 8.2 | 2.2 | .8  | .7  | 18.3 |
| 2007–08  | NOH      | 76   | 76  | 37.8 | .482 | .240 | .850 | 8.9 | 2.3 | .8  | 1.3 | 20.6 |
| 2008–09  | NOH      | 76   | 76  | 39.2 | .472 | .240 | .884 | 8.5 | 2.3 | .6  | .9  | 21.0 |
| 2009–10  | NOH      | 81   | 81  | 36.4 | .505 | .259 | .865 | 7.5 | 3.0 | .9  | .7  | 19.0 |
| 2010–11  | NOH      | 70   | 70  | 35.0 | .508 | .222 | .807 | 7.6 | 2.3 | 1.0 | .9  | 18.9 |
| 2011–12  | IND      | 66   | 66  | 29.2 | .487 | .222 | .807 | 6.6 | 2.1 | .8  | .7  | 12.8 |
| 2012–13  | IND      | 73   | 73  | 33.4 | .498 | .211 | .768 | 7.7 | 2.9 | 1.0 | .9  | 17.1 |
| 2013–14  | IND      | 80   | 80  | 30.9 | .488 | .267 | .789 | 6.8 | 2.8 | .8  | .9  | 14.0 |
| 2014–15  | IND      | 66   | 66  | 28.7 | .471 | .200 | .739 | 6.8 | 3.4 | .7  | .7  | 11.7 |
| 2015–16  | SAS      | 78   | 19  | 18.0 | .545 | .429 | .788 | 4.0 | 1.8 | .6  | .7  | 7.1  |
| 2016–17  | GSW      | 68   | 0   | 12.6 | .536 | .375 | .768 | 3.0 | 2.2 | .6  | .7  | 4.6  |
| 2017–18  | GSW      | 73   | 0   | 13.7 | .571 | .375 | .759 | 3.3 | 1.9 | .6  | 1.0 | 6.8  |
| Career   | Career   | 1034 | 742 | 28.2 | .495 | .265 | .817 | 6.4 | 2.2 | .7  | .8  | 13.6 |
| All-Star | All-Star | 2    | 0   | 15.0 | .545 | .000 | .000 | 3.5 | .5  | .5  | .0  | 6.0  |

### プレーオフ
| シーズン | チーム     | GP | GS | MPG  | FG%  | 3P%  | FT%  | RPG | APG | SPG | BPG | PPG  |
| -------- | ---------- | -- | -- | ---- | ---- | ---- | ---- | --- | --- | --- | --- | ---- |
| 2004     | ホーネッツ | 7  | 0  | 15.9 | .536 | .000 | .846 | 4.3 | 1.1 | .3  | .6  | 5.9  |
| 2008     | ホーネッツ | 12 | 12 | 40.4 | .466 | .500 | .891 | 8.5 | 2.8 | 1.1 | 1.9 | 21.2 |
| 2009     | ホーネッツ | 5  | 5  | 35.6 | .400 | .000 | .897 | 7.4 | 1.2 | 1.0 | .4  | 18.0 |
| 2012     | ペイサーズ | 11 | 11 | 37.8 | .446 | .000 | .818 | 8.5 | 2.0 | .7  | .5  | 15.3 |
| 2013     | ペイサーズ | 19 | 19 | 36.3 | .462 | .000 | .766 | 7.6 | 2.1 | .7  | .8  | 15.9 |
| 2014     | ペイサーズ | 18 | 18 | 36.3 | .483 | .222 | .705 | 6.9 | 4.1 | .8  | .8  | 15.1 |
| 2016     | スパーズ   | 10 | 0  | 17.6 | .455 | .500 | .556 | 3.7 | 1.3 | .6  | .7  | 5.8  |
| Career   | Career     | 83 | 66 | 33.0 | .465 | .286 | .793 | 6.9 | 2.4 | .7  | .9  | 14.5 |

## プレイスタイル
基本に忠実なためそのプレイは決して派手ではないが、その実力は誰もが認めるリーグ屈指のパワーフォワードである。素晴らしいシュートタッチの持ち主でフリースロー成功率も良く、ミドルレンジからのジャンプショットも高確率で決めることができる。ホーネッツ時代にはチームメイトでポイントガードのクリス・ポールとは抜群の相性を見せ、ポールのキックアウトやピック&ロールからのジャンプショットはホーネッツの主要な得点源の一つとなっていた。またガードのような身のこなしでボールハンドリングにも優れ、自ら得点チャンスを作り出す能力も持っており、オフェンスだけでなくディフェンスでも才能を発揮し、優れたリバウンダーでもある。

## その他
- 父は196cm、母は180cmと家族揃って背が高い。また既婚者で娘が一人いる。
- 腕には母校ザビエル（Xavier）大学を表す『X』と『My life, my way』のタトゥーが彫られている。このXに因み、ウェストの愛称は彼の名前の頭文字と組み合わせた『DX』である。
- 背番号は大学時代より30番を着用していたが、インディアナ・ペイサーズでは永久欠番だったため21番を、ゴールデンステート・ウォリアーズでは既にステフィン・カリーが着用していた為3番を着用している。